# Wikia Search
Wikia Search fue un buscador creado por la organización Wikia, fundada por Jimmy Wales y Angela Beesley. El proyecto fue abandonado el 14 de mayo de 2009.
Para ello adquirió el buscador Grub,
La intención de la organización fue ofrecer una alternativa viable al buscador de Google.
Ofrecía, entre otras, la opción de que los usuarios mejorase los resultados de manera colaborativa introduciendo enlaces que lo que ellos creyeran que debería mostrar una búsqueda determinada, y creando mini-artículos explicativos sobre algunos sitios web cuando estos son buscados.